# Municipio de Beaver (condado de Fillmore)
El municipio de Beaver (en inglés: Beaver Township) es un municipio ubicado en el condado de Fillmore en el estado estadounidense de Minnesota. En el año 2010 tenía una población de 242 habitantes y una densidad poblacional de 2,58 personas por km².

## Geografía
El municipio de Beaver se encuentra ubicado en las coordenadas 43°32′39″N 92°23′22″O / 43.54417, -92.38944. Según la Oficina del Censo de los Estados Unidos, el municipio tiene una superficie total de 93.64 km², de la cual 93,64 km² corresponden a tierra firme y (0 %) 0 km² es agua.

## Demografía
Según el censo de 2010, había 242 personas residiendo en el municipio de Beaver. La densidad de población era de 2,58 hab./km². De los 242 habitantes, el municipio de Beaver estaba compuesto por el 97,52 % blancos, el 0,41 % eran afroamericanos, el 0,83 % eran amerindios, el 0,83 % eran asiáticos y el 0,41 % eran de una mezcla de razas. Del total de la población el 1,24 % eran hispanos o latinos de cualquier raza.